# No Tears Left to Cry
No Tears Left to Cry è un singolo della cantante statunitense Ariana Grande, pubblicato il 20 aprile 2018 come primo estratto dal quarto album in studio Sweetener.

## Pubblicazione e promozione
Il 9 aprile 2018 la rivista Variety scrisse che il singolo era previsto per il 27 aprile, inoltre è stata vista la cantante indossare una felpa a Disneyland, con il titolo della canzone scritto a testa in giù sul davanti. Suo fratello Frankie Grande, la collaboratrice Victoria Monét, l'ex fidanzato Mac Miller e molte altre celebrità e amici della cantante hanno anche condiviso selfie con la stessa felpa. Successivamente venne anticipata l'uscita del singolo al 20 aprile 2018.
Il 17 aprile, Grande ha interrotto il silenzio su Twitter con un'emoji a goccia, postandola anche in una sua storia su Instagram, prima di scrivere in un altro tweet: «mi siete mancati». Poco dopo, ha twittato un testo capovolto che diceva «no tears left to cry» («nessuna lacrima rimasta da piangere») seguito da «4,20», rivelando il nome del singolo e la sua data di pubblicazione. Ha presentato in anteprima un breve frammento della traccia e la copertina il 19 aprile seguente.

## Promozione
Il 20 aprile 2018, stesso giorno in cui il singolo è stato pubblicato, la cantante si è esibita a sorpresa durante una performance del DJ norvegese Kygo al Festival dell'Arte e della Musica di Coachella, per cantare la sua nuova canzone. Inoltre, ha esibito il brano il 1º maggio 2018 al Tonight Show di Jimmy Fallon e il 4 maggio al YouTube Brandcast. Compie, poi, una performance a sorpresa, di nuovo ospite del Tonight Show, con una versione acustica della canzone in collaborazione con i The Roots e Jimmy Fallon stesso, utilizzando i singolari Nintendo Labo Instruments.
Il 20 maggio 2018 Ariana Grande ha eseguito il brano durante la cerimonia di apertura dei Billboard Music Award.

## Video musicale
Il video musicale, diretto da Dave Meyers e prodotto da Nathan Scherrer, è stato pubblicato contemporaneamente all'uscita del singolo e tratta vari temi, quali il disorientamento nella vita, la complessità e la disillusione nel mondo.
Il video si è aggiudicato quattro candidature agli MTV Video Music Awards 2018, una nella categoria più ambita, quella del Video dell'anno, e le altre nelle categorie Miglior video pop, Miglior fotografia e Migliori effetti speciali. La sera della cerimonia la clip ha vinto nella categoria Miglior video pop.

## Tracce
Testi e musiche di Ariana Grande, Savan Kotecha, Ilya Salmanzadeh e Max Martin.
Download digitale
1. No Tears Left to Cry – 3:25

CD singolo (Europa)
1. No Tears Left to Cry – 3:26
2. No Tears Left to Cry (Instrumental) – 3:23

## Formazione
Musicisti
- Ariana Grande – voce, cori
- Max Martin – basso, batteria, tastiera, percussioni, programmazione
- Ilya – batteria, tastiera, percussioni, programmazione

Produzione
- Max Martin – produzione
- ILYA – produzione
- Sam Holland – ingegneria del suono
- Cory Blice – assistenza tecnica
- Jeremy Lertola – assistenza tecnica
- Șerban Ghenea – missaggio
- John Hanes – assistenza al missaggio
- Randy Merrill – mastering

## Successo commerciale

### America del Nord
Nella Billboard Hot 100, il singolo ha debuttato alla 3ª posizione con 36,9 milioni di stream, 27 milioni di audience radio e 100 000 copie digitali, diventando la sua nona top ten e facendo diventare la cantante la sesta artista ad avere più debutti in top ten (con sei) insieme alle cantanti Rihanna e Lady Gaga e facendo diventare l'interprete la prima e unica artista ad avere i singoli di lancio dei primi quattro album a debuttare nelle prime dieci posizioni di tale classifica. Ha inoltre debuttato alla 4ª posizione della Streaming Songs, alla 35ª della Radio Songs e alla vetta della Digital Songs. In seguito alla pubblicazione di Sweetener, il singolo è risalito alla 7ª posizione, completando la sua dodicesima settimana in top ten.
In Canada ha debuttato alla 2ª posizione nella Billboard Canadian Hot 100, diventando il suo singolo con la più alta posizione raggiunta nella classifica canadese.

### Europa
Nel Regno Unito, il singolo ha debuttato alla 2ª posizione della Official Singles Chart con 74 290 unità, diventando la sua sesta top ten nel paese. È rimasto bloccato da One Kiss di Calvin Harris e Dua Lipa per due settimane consecutive.
In Italia, ha debuttato alla 6ª posizione nella Top Singoli della FIMI, diventando il suo singolo con la posizione più alta in questa classifica.

### Oceania
In Australia No Tears Left to Cry ha debuttato alla vetta della classifica australiana dei singoli, diventando la sua prima numero uno e la sua sesta top ten nel paese. In Nuova Zelanda ha debuttato alla 4ª posizione, diventando anche qui la sua sesta top ten.

## Classifiche

### Classifiche settimanali
| Classifica (2018)     | Posizione massima |
| --------------------- | ----------------- |
| Argentina             | 77                |
| Australia             | 1                 |
| Austria               | 2                 |
| Belgio (Fiandre)      | 5                 |
| Belgio (Vallonia)     | 13                |
| Bulgaria              | 5                 |
| Canada                | 2                 |
| Croazia               | 2                 |
| Danimarca             | 6                 |
| Estonia               | 1                 |
| Finlandia             | 2                 |
| Francia               | 4                 |
| Germania              | 2                 |
| Grecia                | 1                 |
| Irlanda               | 1                 |
| Islanda               | 5                 |
| Italia                | 6                 |
| Lettonia              | 1                 |
| Libano                | 6                 |
| Lituania              | 62                |
| Malaysia              | 1                 |
| Norvegia              | 1                 |
| Nuova Zelanda         | 4                 |
| Paesi Bassi           | 4                 |
| Polonia               | 3                 |
| Portogallo            | 1                 |
| Regno Unito           | 2                 |
| Repubblica Ceca       | 1                 |
| Repubblica Dominicana | 17                |
| Romania               | 77                |
| Russia                | 159               |
| Singapore             | 5                 |
| Slovacchia            | 1                 |
| Slovenia              | 3                 |
| Spagna                | 9                 |
| Stati Uniti           | 3                 |
| Svezia                | 10                |
| Svizzera              | 2                 |
| Ungheria              | 1                 |

### Classifiche di fine anno
| Classifica (2018) | Posizione |
| ----------------- | --------- |
| Australia         | 26        |
| Austria           | 53        |
| Belgio (Fiandre)  | 17        |
| Belgio (Vallonia) | 32        |
| Brasile           | 123       |
| Canada            | 13        |
| Croazia           | 25        |
| Danimarca         | 42        |
| Estonia           | 18        |
| Francia           | 86        |
| Germania          | 61        |
| Irlanda           | 10        |
| Islanda           | 5         |
| Nuova Zelanda     | 46        |
| Paesi Bassi       | 34        |
| Polonia           | 39        |
| Regno Unito       | 9         |
| Slovenia          | 18        |
| Stati Uniti       | 20        |
| Svezia            | 45        |
| Svizzera          | 36        |
| Ungheria          | 20        |
| Classifica (2019) | Posizione |
| Slovenia          | 37        |